# 虚無からの飛翔
『虚無からの飛翔』（原題：Between Nothingness & Eternity）は、マハヴィシュヌ・オーケストラが1973年に発表したライブ・アルバム。

## 解説
『虚無からの飛翔』は、マハヴィシュヌ・オーケストラの初めてのライブ・アルバム。1973年発売。ウォルター・コロスキーが作成した「マハヴィシュヌ・オーケストラ・ライブ一覧」によると、ニューヨークのセントラル・パークで行われたシェーファー・ミュージック・フェスティヴァルにおいて、1973年8月17日と18日に録音されたものだということである。とはいうものの、実際にアルバムとして発売されたのは、結局2日目の夜の音源のみだった。本来、マハヴィシュヌ・オーケストラの3枚目のアルバムは、スタジオで録音されたものになるはずで、1973年の6月にロンドンのトライデント・スタジオで録音されていたのだが、録音の終盤に至って企画そのものが中止されていたのである。そこで、代わりに、このスタジオ盤に収録される予定だった6曲のうちの3曲のライブ演奏が収録され、ライブ・アルバムとして発売されたのである。本来発売されるはずだったスタジオ盤はその後1999年に『ザ・ロスト・トライデント（原題：The Lost Trident Sessions）』と題して発売された。
バンドは1973年12月に一旦解散しており、本作がオリジナル・メンバーによる最後のアルバムとなった。
『虚無からの飛翔』は2011年に発売されたマハヴィシュヌ・オーケストラの5枚組CDボックス・セット『Complete Columbia Albums Collection』にも含まれている。このボックスには『ザ・ロスト・トライデント』を含む、第一期メンバーによるアルバムが収録されている。このセットの中の「シスター・アンドレア」の新しいヴァージョンは、新しくミックスし直されこれまでのものよりも長い演奏時間となっている。さらにこのセットには、『Unreleased Tracks from Between Nothingness & Eternity』（『虚無からの飛翔』からの未発表録音）と題したアルバムが一枚入っている。その内容は、セントラル・パークでの2日間にわたる録音から編集されたものである。

## 収録曲
1. 悲の3部曲 - "Trilogy" (John McLaughlin) - 12:15
a)輝ける径 - "Sunlit Path"
b)海の聖母 - "La Mere de la Mer"
c)永遠伝説 - "Tomorrow's Story Not the Same"
2. シスター・アンドレア - "Sister Andrea" - (Jan Hammer) - 8:44
3. ドリーム - "Dream" - (John McLaughlin) - 21:25

## 参加ミュージシャン
- ジョン・マクラフリン - ギター
- ジェリー・グッドマン - ヴァイオリン
- ヤン・ハマー - キーボード
- リック・レアード - ベース
- ビリー・コブハム - ドラムス